# Гравелот
Гравелот (фр. Gravelotte) — коммуна на северо-востоке Франции, регион Гранд-Эст (бывший Эльзас — Шампань — Арденны — Лотарингия), департамент Мозель. Входит в кантон Арс-сюр-Мозель.

## Географическое положение

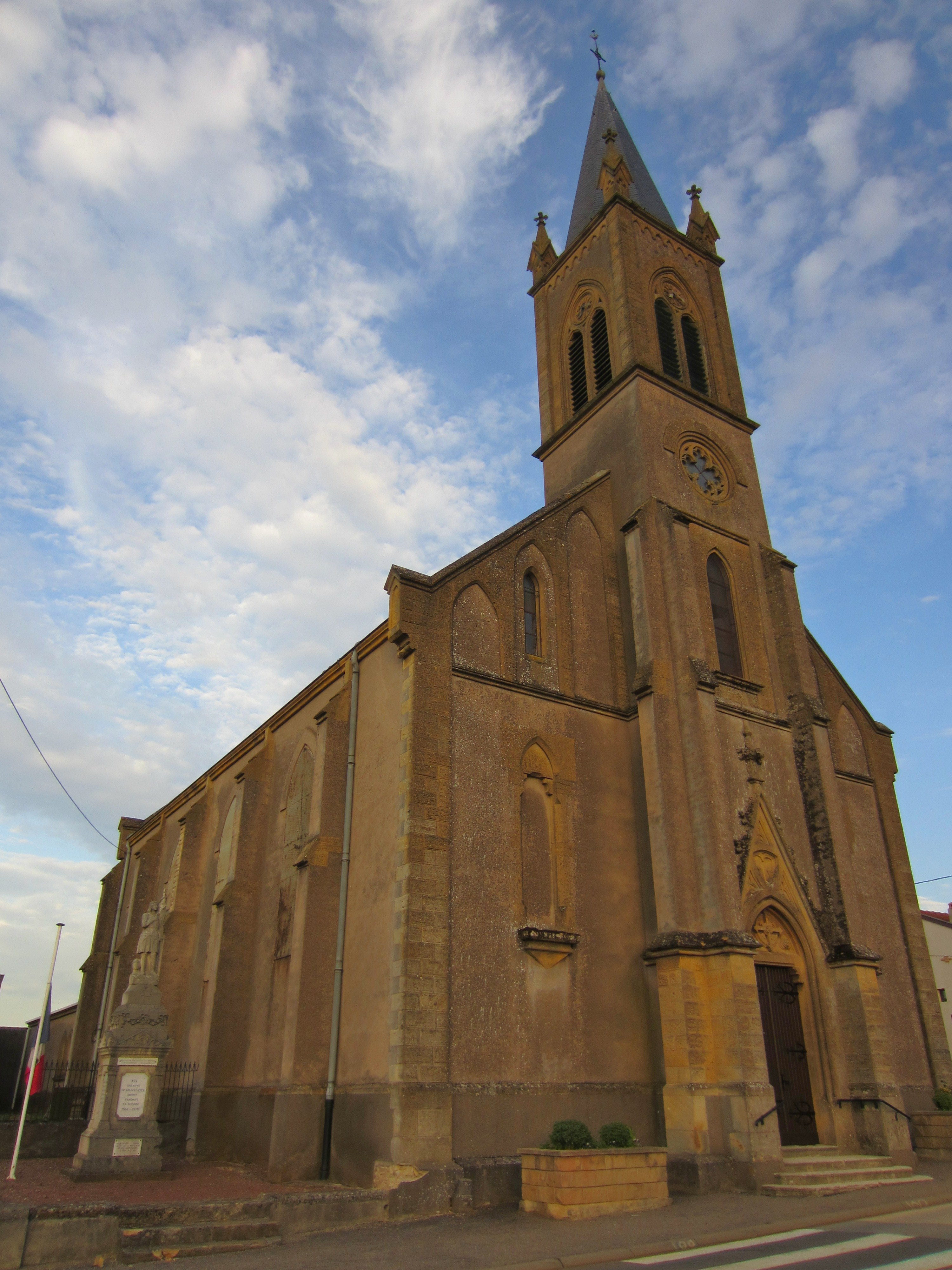
Церковь Сен-Леонар.

Гравелот расположен в 270 км к востоку от Парижа и в 11 км к западу от Меца.

## История

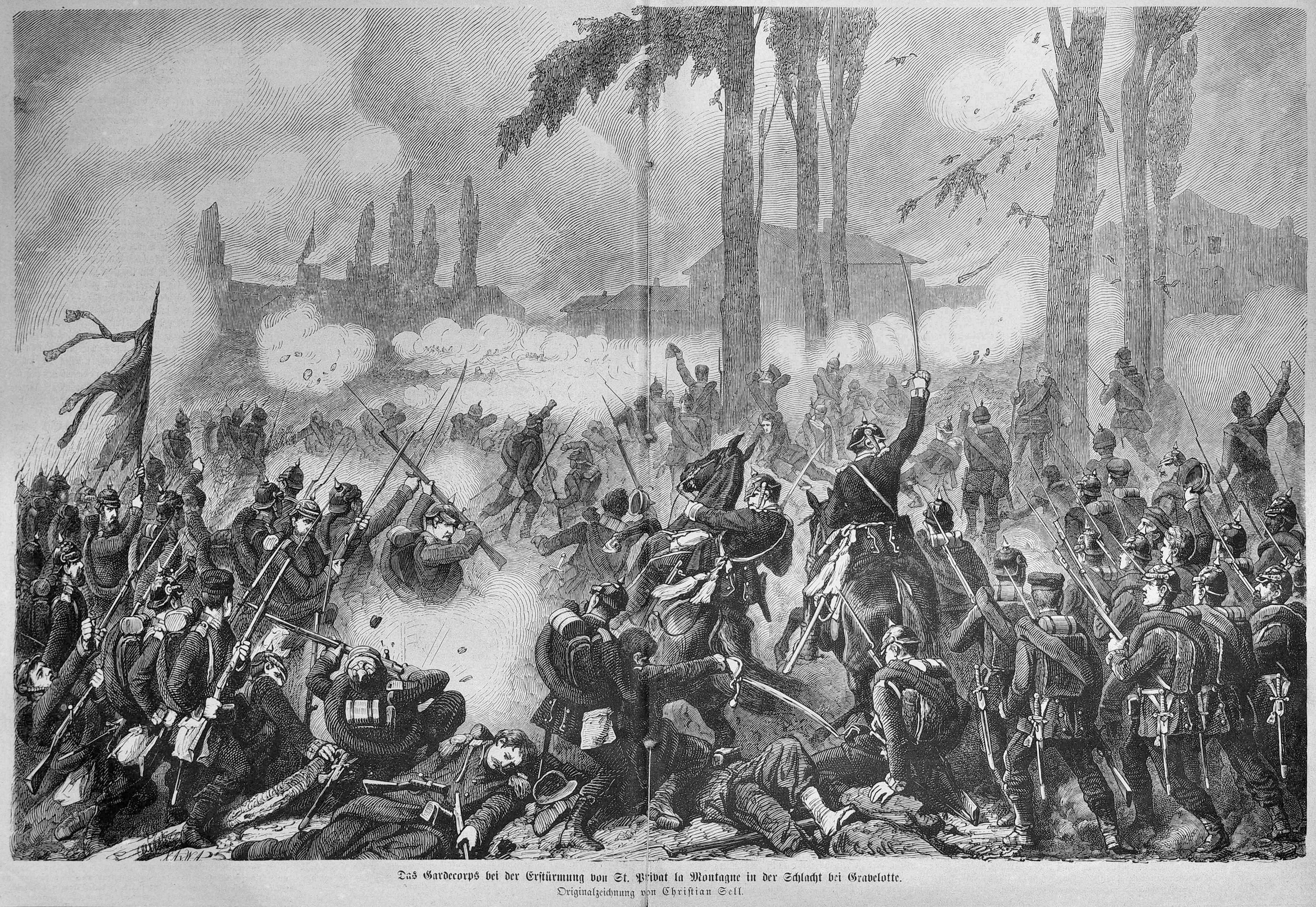
Взятие Сен-Прива-ла-Монтань в ходе битвы при Сен-Прива — Гравелот.

- Деревня известна с 1137 года. Разрушена в XIV веке. Возрождёна сеньоромами де О.
- В ходе франко-прусской войны в августе 1870 году произошли крупные баталии под Резонвилем и под Сен-Прива, известные как битва при Сен-Прива — Гравелот[2].

## Демография
По переписи 2011 года в коммуне проживало 739 человек.

## Достопримечательности
- Римская дорога.
- Зал памяти, посвящённый германским солдатам, погибшим во франко-прусскую войну 1870—1871 годов.
- Музей войны 1870 года и аннексии.
- Бывшая церковь Сент-Леонар (XV век), разрушена в 1870 году, перестроена в 1881 году в неоготическом стиле.